# Daniel Amokachi
Daniel Owefin Amokachi (ur. 30 grudnia 1972 w Kadunie) – nigeryjski piłkarz grający na pozycji napastnika. Z reprezentacją Nigerii brał udział w Mistrzostwach Świata 1994 i 1998 oraz zdobył z nią Puchar Narodów Afryki w 1994 roku i złoto olimpijskie na Igrzyskach w 1996 roku.

## Kariera piłkarska
Jako zawodnik lokalnego Ranchers Bees został odkryty przez ówczesnego selekcjonera Clemensa Westerhofa, który zabrał 18-letniego Amokachiego na finały Pucharu Narodów Afryki 1990. Wkrótce potem piłkarz przeniósł się do belgijskiego Club Brugge.
Po Mundialu 1994 został za 3 miliony funtów kupiony przez angielski Everton, z którym w 1995 roku triumfował w rozgrywkach o Puchar Anglii. Coraz częstsze kontuzje i słabsza forma spowodowały, że już w następnym roku sprzedano go do Beşiktaşu JK.
W 1998 roku w ostatniej chwili zastąpił Emmanuela Amunike i znalazł się w kadrze Nigerii na Mistrzostwa Świata. W turnieju wystąpił tylko w jednym meczu, po którym doznał poważnej kontuzji. Wtedy też rozpoczęły się problemy zdrowotne Amokachiego, które były przyczyną przedwczesnego zakończenia kariery.
Po odejściu z Besiktasu w 1999 roku podpisał kontrakt z niemieckim TSV 1860 Monachium, ale władze klubu szybko go rozwiązały, kiedy okazało się, że piłkarz nie zaliczył testów medycznych. Z tej samej przyczyny nie został zatrudniony w Tranmere Rovers. Amokachi krótko trenował z francuskim drugoligowcem US Créteil-Lusitanos. Później bez powodzenia trafił Stanów Zjednoczonych, ale po podpisaniu kontaktu z Colorado Rapids zwolniono go po paru tygodniach z powodu kłopotów zdrowotnych. Próbował też znaleźć klub w Zjednoczonych Emiratach Arabskich, ale bez powodzenia.

## Kariera trenerska
Jako trener pracował w Nasarawie United i Enyimbie oraz był asystentem Augustine’a Eguavoena w reprezentacji Nigerii.